# Aus Urfahr war mein Vorfahr
Aus Urfahr war mein Vorfahr ist ein österreichischer Schlager aus dem Singspiel Ein X für ein U aus dem Jahr 1940, der vor allem in der Coverversion Im Tröpferlbad von Pirron & Knapp aus dem Jahr 1957 sehr populär wurde. Die Musik komponierte Hans Lang, den Originaltext schrieb Erich Meder. 1948 nahmen Maria Andergast und Hans Lang das Lied Aus Urfahr war mein Vorfahr auf Platte auf, das sich zu einem Erfolg entwickelte. Die Interpretationen dieses Liedes mit dem Text Im Tröpferlbad und In der Straßenbahn stammen von Pirron und Knapp aus dem Jahr 1957. 

## Inhalt

### Aus Urfahr war mein Vorfahr
Aus Urfahr war mein Vorfahr besteht aus zwei Strophen und dem Refrain. In der Version von Maria Andergast und Hans Lang hört man im Hintergrund Tanzorchesterbegleitung. Am Anfang wird die erste Strophe gesungen, dann der Refrain, danach folgen die zweite Strophe und wieder der Refrain:
Die 1. Strophe beginnt mit den Worten:
Auf der Donaubruckn da steht a Paarl drauf 

Am Pöstlingberg am greanen schaun sie rauf, rauf, rauf, rauf, rauf, rauf, rauf, rauf 

Danach folgt der Refrain, der so beginnt:
Denn aus Urfahr war mein Vorfahr 

Und eine Urfahrerin war meine Vorfahrerin 

Wann in Urfahr i wo vorfahr 

Schaut eine Urfahrerin ois auf mi hin 

Dann wird die 2. Strophe und wiederum der Refrain gesungen.

### Im Tröpferlbad
Der Text beginnt mit folgenden Worten zur Melodie, jedoch gibt es hier keinen eigentlichen sich wiederholenden Refrain, sondern der Text läuft in einem fort.
Am vergangnen Freitag worn wir zwa im Tröpferlbad 

Dass Sie net dabei worn des is schod, schod, schod, schod, schod, schod, schod 

Druntn min Kassier da hod a Frau gmocht an Bahöö 

Wos Sie sogn i bin a oide Fee, Fee, Fee, Fee, Fee, Fee, Fee 

### In der Straßenbahn
Der Text beginnt mit folgenden Worten zur Melodie, jedoch gibt es hier keinen eigentlichen sich wiederholenden Refrain, sondern der Text läuft in einem fort.
Unlängst in der Früh san wir zwa mit der Tramway gfoan 

A Sardinenbüxn is dagegn a Schmoarn, Schmoarn, Schmoarn, Schmoarn, Schmoarn, Schmoarn, Schmoarn 

Auf der hintern Plattform von an Dreiersechzga Wogn 

Ham wir de Bremsenkurbl obwechslnd im Mogn, Mogn, Mogn, Mogn, Mogn, Mogn, Mogn 

### Der Huber in St. Valentin
(evtl. auch anderer Titel)
In dieser Version von Pirron & Knapp wird von Erlebnissen des Ehepaars Huber (der Huawa und die Huawarin) erzählt, die von einer Landpartie in St. Valentin mit der Bundesbahn nach Wien zurückreisen.

## Geschichte
Das Lied Aus Urfahr war mein Vorfahr stammt aus dem musikalischen Lustspiel Ein X für ein U von Hans Gustl Kernmayr, Musik: Hans Lang, Liedtexte: Erich Meder, das 1940 in den Wiener Kammerspielen uraufgeführt wurde. Auf einer Elite Special Schellack-Platte erschien das Lied 1948 interpretiert von Maria Andergast und Hans Lang. Es entwickelte sich dann in der Version Im Tröpferlbad, ferner auch In der Straßenbahn, von Pirron & Knapp zu einem großen Erfolg. Es erschien auf verschiedenen LPs und wurde zum Evergreen. Von Im Tröpferlbad gibt es wiederum Coverversionen, so etwa vom Duo Strobl & Sokal. Die Melodie wurde außerdem für eine Werbung für Blaschke-Kokoskuppeln verwendet.